# Wolfenstein: The New Order
『Wolfenstein: The New Order』（ウルフェンシュタイン: ザ ニュー オーダー）『Wolfensteinシリーズ』のリブートとなるコンピュータゲーム。
マルチプラットフォームで展開された本作は、アメリカ合衆国では2014年5月20日に発売され、日本では2014年6月5日に発売された。

## 概要
本作はシングルプレイ専用のゲームである。序盤から怒涛のアクションが繰り広げられるように作られている。ナチスの関係者のほか、マッドサイエンティスト・人造人間も存在し、内容の濃いドラマもある。

## ストーリー
1946年7月、史実ではすでに終了しているはずの第二次世界大戦はヨーロッパ中で激しさを増す一方だった。史実通り大戦後期以降優位に立っていた連合国軍に対して、ナチス・ドイツは「デスヘッド」の異名を取るヴィルヘルム・ストラッセ親衛隊大将が開発した謎のオーバーテクノロジーを用いた超兵器の数々により、再度の逆転に成功していたのだ。劣勢に陥った連合国軍はデスヘッドがいる砦へ最後の急襲作戦を試みるがついに失敗に終わり、仲間の隊員は惨殺され、襲撃に参加したアメリカ人諜報員B.J.ブラスコヴィッチは脱出の際に頭部に重傷を負って植物状態となってしまう。
14年後の1960年のある日、ブラスコヴィッチは収容先の保護施設で処刑される寸前、奇跡的に植物状態から目覚める事になる。しかし彼を待っていたのは、あの後世界大戦に勝利したナチスが各国を支配する悪夢のような世界だった。生存と復讐、ナチスへの反逆をかけたブラスコヴィッチの壮絶な戦いが幕を開ける。

## 登場人物

### 主要人物
ウィリアム・ジョセフ "B.J." ブラスコヴィッチ (William Joseph "B.J." Blazkowicz)
声 - ブライアン・ブルーム (英) / 中田譲治 (日) 
シリーズの主人公であり、本作の主人公。元連合軍の大尉。デスヘッドへの復讐を待ち望んできた。
1946年、連合国軍の兵としてデスヘッドの要塞を襲撃した際、榴散弾の破片が頭部に刺さり重傷を負う。
その後1960年まで昏睡状態に陥り、ポーランドの保護施設に入院していた。しかし、施設で虐殺を起こすナチス兵を見るや否や覚醒。
14年間の眠りから覚めた彼はレジスタンスの一員となり、闘争本能の赴くままに強大なナチスに立ち向かっていく。
アーニャ・オリヴァ (Anya Oliwa)
声 - アリシア・バックレーダ (英) / 木下紗華 (日)
本作のヒロイン。ブラスコヴィッチの世話をしていた保護施設の看護師。ポーランド人。
両親と共に施設を切り盛りしていたが、ナチス兵の手によって彼女の目の前で2人とも虐殺される。
その後は助け出してくれたブラスコヴィッチに協力し、レジスタンスの一員となる。
ファーガス・リード (Fergus Reid)
声 - ギデオン・エメリー (英) / 赤城進 (日)
元連合軍の中佐。スコットランド人。
1946年、デスヘッドの要塞を襲撃した際には指揮を執り、連合軍の兵士たちをまとめあげていた。
1948年にアメリカが降伏して以降、レジスタンスのメンバーとして活動していたが、1960年時点ではベルリンのアイゼンヴァルト刑務所に捕らえられている。
ワイアット編では残酷な形でブラスコヴィッチと再会することとなる。
プロブスト・ワイアット3世 (Probst Wyatt III)
声 - A・J・トラウス (英) / 四宮豪 (日)
元連合軍の優秀な新米兵士。純真で素朴な性格。
1946年、デスヘッドの要塞を襲撃した際には、新兵ながら数少ない生き残りとして奮闘した。
1948年にアメリカが降伏して以降、レジスタンスのメンバーとして活動していたが、1960年時点ではベルリンのアイゼンヴァルト刑務所に捕らえられている。
ファーガス編では残酷な形でブラスコヴィッチと再会することとなる。

### レジスタンス
キャロライン・ベッカー (Caroline Becker)
声 - ボニータ・フリーデリシー (英) / 武田華 (日)
レジスタンス「クライソーサークル」のリーダーを戦時中から務めている女性。ブラスコヴィッチの旧友。
車椅子に乗っているのは、ナチスの執行人であるハンス・グロッセに背骨を打ち抜かれ、下半身不随となったため。
物語終盤、ダド・イシュード製のパワーアーマーを装着して歩くことが可能になり、戦える体を手に入れた。
クラウス・クロイツ (Klaus Kreutz)
声 - ケン・ラリー (英) / ？ (日)
元ナチスの軍士官。マックスを実の息子のように可愛がっている。
秘密警察に妻子を殺されたことでナチスから離反。その後、地下ネットワークを通じて出会ったキャロラインの説得を受け、レジスタンスになった。
マックス・ハス (Max Hass)
声 - アレックス・ソロウィッツ (英) / 原語音声 (日)
障害を持ち、頭部の片側が陥没している大男。暴力を好まない性格。自分の名前以外を話すことはできない。
路地のゴミ箱に隠れていたのをクラウスが保護し、レジスタンスの一員となった。
セット・ロス (Set Roth)
声 - マーク・イヴァニール (英) / 林和良 (日)
ユダヤ系秘密結社「ダト・イシュード」のエンジニアだった老人。ブラスコヴィッチのことをサムソンと呼ぶことが稀にある。
ベリカ強制収容所に入れられていたが、ブラスコヴィッチの協力を得て脱出に成功。以降はレジスタンスの主要メンバーとして活躍する。
ボムバテ (Bombate)
声 - エリク・ラレー・ハーベイ (英) / 佐野康之 (日)
ベリカ強制収容所に入れられていた黒人。陽気な性格。脱出後はレジスタンスの仲間入りを果たす。
元軍人で、ナチスがアフリカ大陸に侵攻した際には戦争に参加。2年に及ぶ反撃で侵攻は食い止めたが、その後ナチスに捕らえられた模様。
テクラ (Tekla)
声 - カーラ・タッサラ (英) / ？ (日)
ファーガス編にのみ登場する数学的な考えに異常なこだわりを持つ女性。ファーガスにはいつもからかわれている。
ナチスに勝つための計算を常日頃行っているため、彼女の部屋には数式の書いてある紙が散乱している。また、片目を閉じている際は二重人格になる。
J（ジェイ）
声 - リース・M・バーク (英) / ？ (日)
ワイアット編にのみ登場する皮肉屋の青年ギタリスト。ワイアットと仲が良い。
無類の音楽好きで常にエレキギターを持ち歩き、隠れ家内の彼の部屋には多数の楽器や音響機器が飾ってある。
ボビー・ブラム (Bobby Bram)
声 - イアン・ポール・カシディ (英) / ？ (日)
家族を持つ元パン屋のイギリス人。無愛想だが、レジスタンスの突破口を開くために、自らの命を犠牲にする。

### ナチス
ヴィルヘルム・ "デスヘッド" ストラッセ (Wilhelm "Deathshead" Strasse)
声 - ドワイト・シュルツ (英) / 青山穣 (日)
親衛隊上級大将。ナチスへの忠誠心に満ち溢れた天才的な科学者。
世界中をナチスの下へ従わせるため、一切の道徳を無視した非道な実験を繰り返し、最先端の凶悪な戦闘マシンを発明し続けている。
また、凶悪な戦闘マシンの中央管理施設を牙城としている。
フラウ・エンゲル (Frau Engel)
声 - ニーナ・フラノシェク (英) / 片貝薫 (日)
親衛隊中佐にしてベリカ強制収容所の指揮官。猟奇的な性格。
6人のアーリア人の子供を育てあげたことで、ナチスへの忠誠心を評価されて出世街道を駆けていった。
ハンス・ "ブビ" ウィンクル (Hans "Bubi" Winkle)
声 - トーマス・ミクシュ (英) / ？ (日)
エンゲルの恋人。常に彼女と共に行動している。
フリードリヒ・ケラー (Friedrich Keller)
声 - ヘイコ・オバルモア (英) / ？ (日)
保護施設の粛清を行った部隊の指揮官。ブラスコヴィッチに捕らえられて、レジスタンスの居場所を教えるよう拷問された上に殺された。
ナイフ (The Knife)
声 - ティルマン・ボルク (英) / 原語音声 (日)
ベリカ強制収容所の看守。気性が激しく拷問を好むため、囚人たちから恐れられている。
アントン・クリーガー (Anton Krieger)
声 - トゥーレ・リーベンシュタイン (英) / ？ (日)
Uボートの艦長。屈強な古参兵で、降伏するよりも船とともに沈むことを選ぶ覚悟を持っている。

### その他
クシシュトフ・オリヴァ (Krzysytof Oliwa)
声 - ジャック・ディミッチ (英) / 原語音声 (日)
アーニャの父。保護施設の院長として働いている精神科医。ナチスの粛清を抑制しようとするも、ケラーの部下によって殺される。
ローザ・オリヴァ (Róza Oliwa)
声 - アレクサンドラ・カニアック (英) / 原語音声 (日)
アーニャの母。保護施設で薬剤師として働いている。夫とともにケラーの部下によって殺される。
ローマン・ターゴンスキ (Roman Targonski)
声 - ポール・セイヴィア (英) / ？ (日)
アーニャの祖父でローザの父。農家を営んでいる。
オレンカ・ターゴンスキ (Olenka Targonski)
声 - ニーナ・ポラン (英) / ？ (日)
アーニャの祖母でローザの母。夫とともにナチスに対抗しようとするブラスコヴィッチとアーニャに協力する。

## 登場武器
ナイフ
近接攻撃用の刃物。2つ以上所持で両手持ち・投擲可能。
1946年版のモデルはUS M1918 トレンチナイフ。
ハンドガン 1946
拳銃。装弾数10発。両手持ち対応。
モデルはルガーP08。
アップグレード・サイレンサー
サイレンサーの着脱が可能。サイレンサー装着中は銃声で敵に気づかれなくなる。

ハンドガン 1960
拳銃。装弾数20発。
「ハンドガン 1946」の強化版。連射速度と装弾数が向上している。
バレル下部に反動抑制機構が追加された。
ルガーP08とベルグマンM1896を掛け合わせたような外観をしている。
アップグレード・サイレンサー
サイレンサーの着脱が可能。サイレンサー装着中は銃声で敵に気づかれなくなる。

サブマシンガン
フルオート射撃可能な短機関銃。装弾数40発。
モデルはトンプソン・サブマシンガン。
アサルトライフル 1946
突撃銃。装弾数30発。発射方式をフルオート・セミオートに切り替え可能。
両手持ち対応。
モデルはStG44。
アサルトライフル 1960
フルオート射撃可能な突撃銃。装弾数45発。両手持ち対応。
アップグレード・ロケットランチャー
アンダーバレルに装着したロケットランチャーに切り替えられるようになる。装弾数8発。

2連式ショットガン
中折れ式水平二連散弾銃。装弾数2発。
ショットガン
セミオート式の散弾銃。装弾数20発。両手持ち対応。
一見ベルトリンク式に見えるが、実際は下方向へ折れ曲がったボックスマガジンを右側面から挿入している。
アップグレード・榴散弾
榴散弾への切り替えが可能になる。地形に接触すると反射する弾を撃ち出す。
マークスマンライフル
スコープ付きセミオート小銃。装弾数10発。両手持ち対応。
構え時にスコープを覗き、遠距離への精密狙撃を可能とする。
バレル上部に折り畳み式バイポッドが付いているが、ゲーム中では使用出来ない。
アップグレード・レーザー
発射する弾をレーザービームに切り替えられるようになる。バッテリー式。
レーザービームモード中はアイアンサイトでの照準となる為、狙撃が難しくなる。

レーザーカッター
光線を照射する工具。鋼鉄製オブジェクトを切断出来る。
バッテリー式。各所にあるパワーステーションで充電可能。
アップグレード・ショットモード
遠隔攻撃可能なショットモードへの切り替えが可能になる。
レーザークラフトワーク
「レーザーカッター」の強化版。「レーザーカッター」を入れ替える形で携行する。
性質は「レーザーカッター」と同様だが、基本性能が向上している。
薄い鉄板も切断出来るようになる。
バッテリー式。各所にあるパワーステーションで充電可能。
カットモードとショットモードの切り替えが可能。
アップグレード・フルオートマチック
ショットモード時にフルオート射撃が可能となる。
アップグレード・リフレクション
レーザーを地形に当てると反射するようになる。
アップグレード・ストロボ
攻撃時に敵の目を眩ませる光を発するようになる。
アップグレード・テスラ
EMP効果が付く。
アップグレード・ポータブルリアクター
時間経過でバッテリーが充電されるようになる。
アップグレード・ターゲットスコープ
構え時に同じ敵または複数の敵をロックし、同時攻撃出来る。ロック数に応じてバッテリー消費が激しくなる。

ハンドグレネード
投擲後、時間経過で爆発する柄付き手榴弾。
モデルはM24型柄付手榴弾。
テスラグレネード
1960年版ハンドグレネード。高性能EMP爆薬が充填されている。
機関銃 1946
実弾ガトリングガン。設置中は弾数無限。
取り外して携行すると250発の弾数制限が掛かる。設置し直す事で補充可能。
装備に加える事は出来ず、持ち運べるエリアが限定されている。
機関銃 1960
エネルギーガトリングガン。
バッテリー式で設置中のみ自然充電される。取り外し中は自然充電が無くなる。
装備に加える事は出来ず、持ち運べるエリアが限定されている。